# 大塞爾肖湖

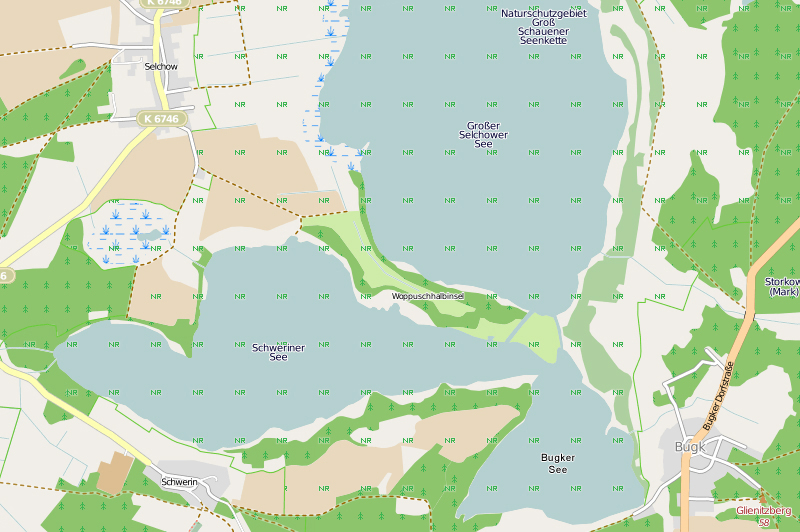

52°12′40″N 13°53′50″E / 52.21111°N 13.89722°E
大塞爾肖湖（德語：Großer Selchower See），是德國的湖泊，位於該國西南部，由勃蘭登堡州負責管轄，處於奧得-施普雷縣，長2.3公里、寬1.8公里，湖岸線長度6.6公里，東岸設有有自行車和遠足徑。